# ×Agrotrigia czernjaewi
XAgrotrigia czernjaewi là một loài thực vật có hoa trong họ Hòa thảo. Loài này được (Schir. & Lavrenko) Sutorý miêu tả khoa học đầu tiên năm 1993.